# Liste der Bodendenkmale in Wohnste
In der Liste der Bodendenkmale in Wohnste sind alle Bodendenkmale der niedersächsischen Gemeinde Wohnste aufgeführt. Die Quelle ist der Denkmalatlas Niedersachsen. 
Der Stand der Liste ist der 8. Dezember 2024.
Allgemein

Wohnste im Landkreis Rotenburg (Wümme)

In den Spalten finden sich folgende Informationen des Bodendenkmales:
Lagegeographische Koordinaten
BezeichnungBezeichnung lt. Denkmalatlas
BeschreibungBeschreibung lt. Denkmalatlas
IDObjekt-ID
BildBild, ggf. zusätzlich mit Link zu weiteren Fotos im Medienarchiv Wikimedia Commons.

## Wohnste
| Lage                        | Bezeichnung          | Beschreibung | ID       | Bild |
| --------------------------- | -------------------- | --- | -------- | ---- |
| 53° 21′ 52″ N, 9° 32′ 36″ O | Wohnste 4, Grabhügel | Durchmesser ca. 17 m und Höhe ca. 1 m. Ebenmäßig gewölbt, Rand schwach abgesetzt. Alte breitrechteckige Eingrabung vom westlichen Hügelrand bis in das Zentrum.                                                                             | 28977974 | BW   |
| 53° 21′ 54″ N, 9° 32′ 38″ O | Wohnste 5, Grabhügel | Durchmesser ca. 14 m und Höhe ca. 0,8 m. Rand nur schwach abgesetzt; Oberfläche gestört und verwaschen; im Westen alte fast vollständig eingebnete Einsenkung. An Ost-Seite durch ehemaligen Weg angeschnitten; zwei Findlinge freiliegend. | 28978071 | BW   |
| 53° 21′ 55″ N, 9° 32′ 42″ O | Wohnste 6, Grabhügel | Durchmesser ca. 16 m und Höhe ca. 1 m. Ebenmäßig gewölbt, Rand allmählich auslaufend. Im West-Teil und in der Mitte alte weite, abgeflachte Bodenentnahme bzw. Eingrabung. Im Zentrum Findling freiliegend.                                 | 28978072 | BW   |